# Campeonato Chileno de Futebol de 2014 Apertura
O Campeonato Chileno de Futebol de 2014 Apertura (oficialmente Campeonato Nacional «Scotiabank» de Primera División de la Asociación Nacional de Fútbol Profesional de Chile 2014) foi a 95ª edição do campeonato do futebol do Chile. Em turno único os 18 clubes jogam todos contra todos, mas somente em jogos de Ida (a Volta é no Clausura). O campeão do Apertura é classificado para a Copa Libertadores da América de 2015. Os outros dois classificados são o campeão do clausura (como estão no calendário "europeu" a Apertura é no segundo semestre do ano, sendo que a Clausura é no primeiro semestre do ano seguinte) e o vencedor da ligilla feita com os 4 melhores da tabela do apertura. Para a Copa Sul-Americana de 2015 eram classificados os dois melhores de uma ligilla baseada nos melhores colocados do clausura, além do campeão e vice da Copa Chile 2014-15. Os dois últimos colocados da tabela anual (incluindo a pontuação do clausura) são rebaixados diretamente para a Campeonato Chileno de Futebol - Segunda Divisão.

## Participantes
| Equipe                                   | Cidade                                                   | Região                           | No ano anterior                                                        | Estádio                                       | Capacidade | Títulos                                                                       | Participações |
| ---------------------------------------- | -------------------------------------------------------- | -------------------------------- | ---------------------------------------------------------------------- | --------------------------------------------- | ---------- | ----------------------------------------------------------------------------- | ------------- |
| Club Social y Deportivo Colo-Colo        | Macul                                                    | Região Metropolitana de Santiago | Campeão                                                                | Estádio Monumental David Arellano             | 47.017     | 30 (Último em 2014 Clausura)                                                  | 95            |
| Club Deportivo Universidad Católica      | Las Condes                                               | Região Metropolitana de Santiago | Vice Campeão                                                           | Estádio San Carlos de Apoquindo               | 20.000     | 11 (último em 2010)                                                           | 86            |
| Club de Deportes Cobreloa                | Calama                                                   | Região de Antofagasta            | Oitavo Lugar                                                           | Estádio Municipal de Calama                   | 12.000     | 8 (1980, 1982, 1985, 1988, 1992, 2003 Apertura, 2003 Clausura, 2004 Clausura) | 50            |
| Club Deportivo Palestino                 | La Cisterna                                              | Região Metropolitana de Santiago | Quinto Lugar                                                           | Estádio Municipal de La Cisterna              | 12.000     | 2 (1955, 1978)                                                                | 73            |
| Club Universidad de Chile                | Santiago                                                 | Região Metropolitana de Santiago | Décimo Segundo Lugar                                                   | Estádio Nacional de Chile                     | 55.100     | 16 (último em 2012 Apertura)                                                  | 88            |
| Club Deportivo Huachipato                | Talcahuano                                               | Região de Bío-Bío                | Sexto Lugar                                                            | Estádio Las Higueras                          | -----      | 2 (1974, 2012 Clausura )                                                      | 53            |
| Audax Italiano La Florida                | La Florida                                               | Região Metropolitana de Santiago | Décimo Quarto Lugar                                                    | Estádio Municipal de La Florida               | 12.000     | 4 (1936, 1946, 1948, 1957)                                                    | 81            |
| Unión Española                           | Independencia                                            | Região Metropolitana de Santiago | Nono Lugar                                                             | Estádio Santa Laura                           | 22.375     | 7 (1943, 1951, 1973, 1975, 1978, 2005 Apertura, 2013)                         | 93            |
| Club Deportes Cobresal                   | Localidade de El Salvador, na comuna de Diego de Almagro | Região de Atacama                | Décimo Lugar                                                           | Estádio El Cobre                              | 8.000      | 0 (não possui)                                                                | 35            |
| O'Higgins Fútbol Club                    | Rancagua                                                 | Região de O'Higgins              | Terceiro Lugar                                                         | Estádio El Teniente                           | 14.550     | 1 (2013 Apertura)                                                             | 57            |
| Club de Deportes Santiago Wanderers      | Valparaíso                                               | Região de Valparaíso             | Décimo Quinto Lugar                                                    | Estádio Elías Figueroa Brander                | 23.000     | 3 (1958, 1968, 2001)                                                          | 66            |
| Club de Deportes Iquique                 | Iquique                                                  | Região de Tarapacá               | Sétimo Lugar                                                           | Estádio Municipal de Iquique                  | -----      | 0 (não possui)                                                                | 23            |
| Club de Deportes Unión La Calera         | La Calera                                                | Região de Valparaíso             | Décimo Terceiro Lugar                                                  | Estádio Municipal Nicolás Chahuán Nazar       | 10.000     | 0 (não possui)                                                                | 21            |
| Club de Deportes Antofagasta             | Antofagasta                                              | Região de Antofagasta            | Décimo Primeiro Lugar                                                  | Estádio Regional de Antofagasta               | 26.339     | 0 (não possui)                                                                | 31            |
| Club de Deportes Ñublense                | Chillán                                                  | Região de Bío-Bío                | Décimo Sétimo Lugar                                                    | Estádio Bicentenário Municipal Nelson Oyarzún | 12.000     | 0 (não possui)                                                                | 15            |
| Club Deportivo Universidad de Concepción | Concepción                                               | Região de Bío-Bío                | Décimo Segundo Lugar                                                   | Estádio Municipal de Concepción               | 35.000     | 0 (não possui)                                                                | 21            |
| Athletic Club Barnechea                  | Lo Barnechea                                             | Região Metropolitana de Santiago | Acesso pelo Campeonato Chileno de Futebol de 2013-14 - Segunda Divisão | Estádio Municipal de Lo Barnechea             | 2.500      | 0 (não possui)                                                                | 1             |
| Club Deportivo San Marcos de Arica       | Arica                                                    | Região de Arica e Parinacota     | Acesso pelo Campeonato Chileno de Futebol de 2013-14 - Segunda Divisão | Estádio Carlos Dittborn                       | 10.000     | 0 (não possui)                                                                | 4             |

## Campeão
| Campeão Chileno 2014 - Apertura                           |
| --------------------------------------------------------- |
| Club Universidad de Chile (Santiago) (17º título) Campeão |